# Nơron cảm giác

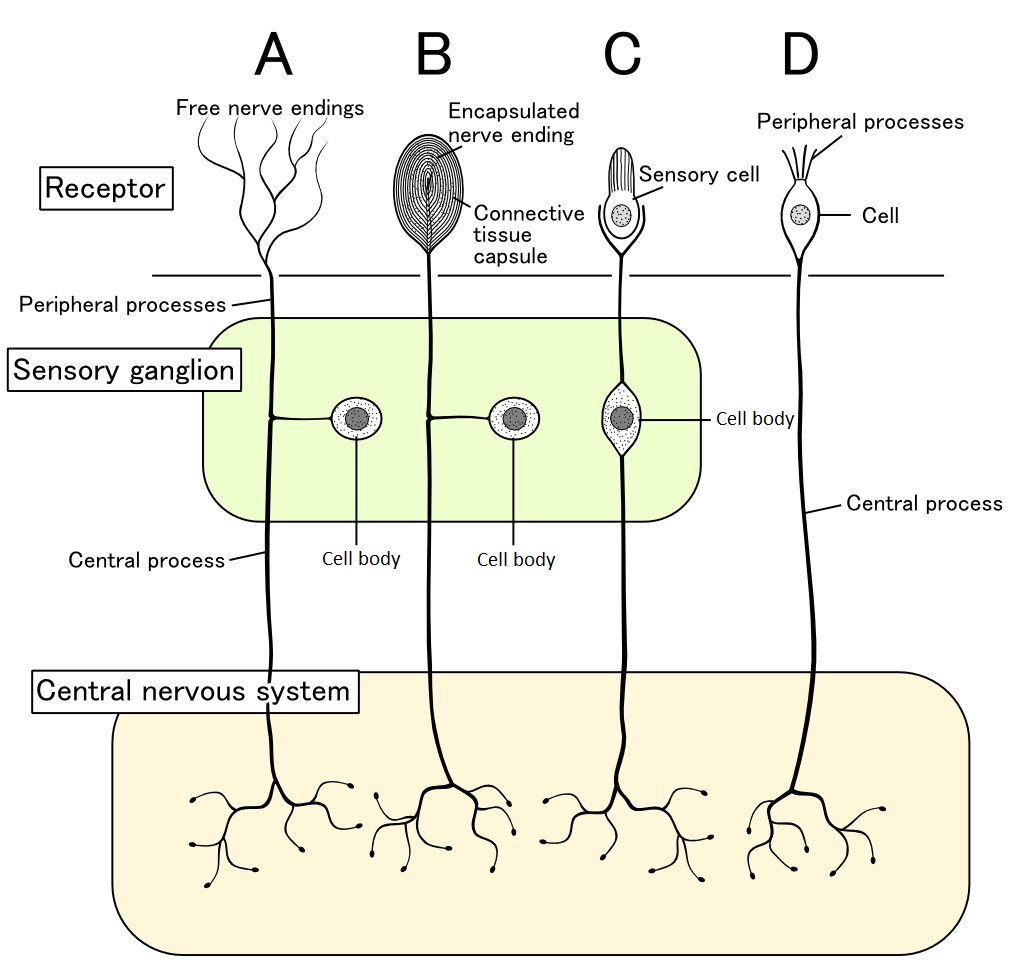
Bốn loại nơron cảm giác

Nơron cảm giác, còn được gọi là nơron hướng tâm là các nơron làm biến đổi một loại kích thích cụ thể, thông qua thụ thể của chúng, thành điện thế hoạt động hoặc điện thế tại chỗ. Thân tế bào của nơron cảm giác nằm ở hạch lưng của tủy sống.
Thông tin cảm giác này di chuyển dọc theo sợi thần kinh hướng tâm trong một dây thần kinh cảm giác hoặc hướng tâm, tới não thông qua tủy sống. Kích thích có thể tới từ extoreceptors từ bên ngoài cơ thể, ví dụ ánh sáng hoặc âm thanh, hoặc từ interoreceptors bên trong cớ thể, ví dụ như huyết áp hoặc cảm giác vị trí cơ thể.
Các loại nơron cảm giác khác nhau có những loại thụ thể cảm giác khác nhau phản ứng với những loại kích thích khác nhau.

## Loại và chức năng

### Từ bên ngoài

#### Khứu giác
Các nơron cảm giác tham gia vào việc ngửi được gọi là nơron thụ thể khứu giác. Những nơron thụ thể này chứa các receptors, gọi là thụ thể khứu giác, thứ được kích hoạt bằng cách phân tử mùi trong không khí.

#### Vị giác
Tương tự như nơron thụ thể khứu giác, thụ thể vị giác trong nụ vị giác tương tác với các chất hóa học trong thức ăn để sản sinh ra một điện thế hoạt động.

#### Thính giác
Hệ thính giác chịu trách nhiệm chuyển đổi những sóng áp suất sinh ra do phân tử khí rung động tức âm thanh thành các tín hiệu mà não có thể hiểu được.

## Hình ảnh

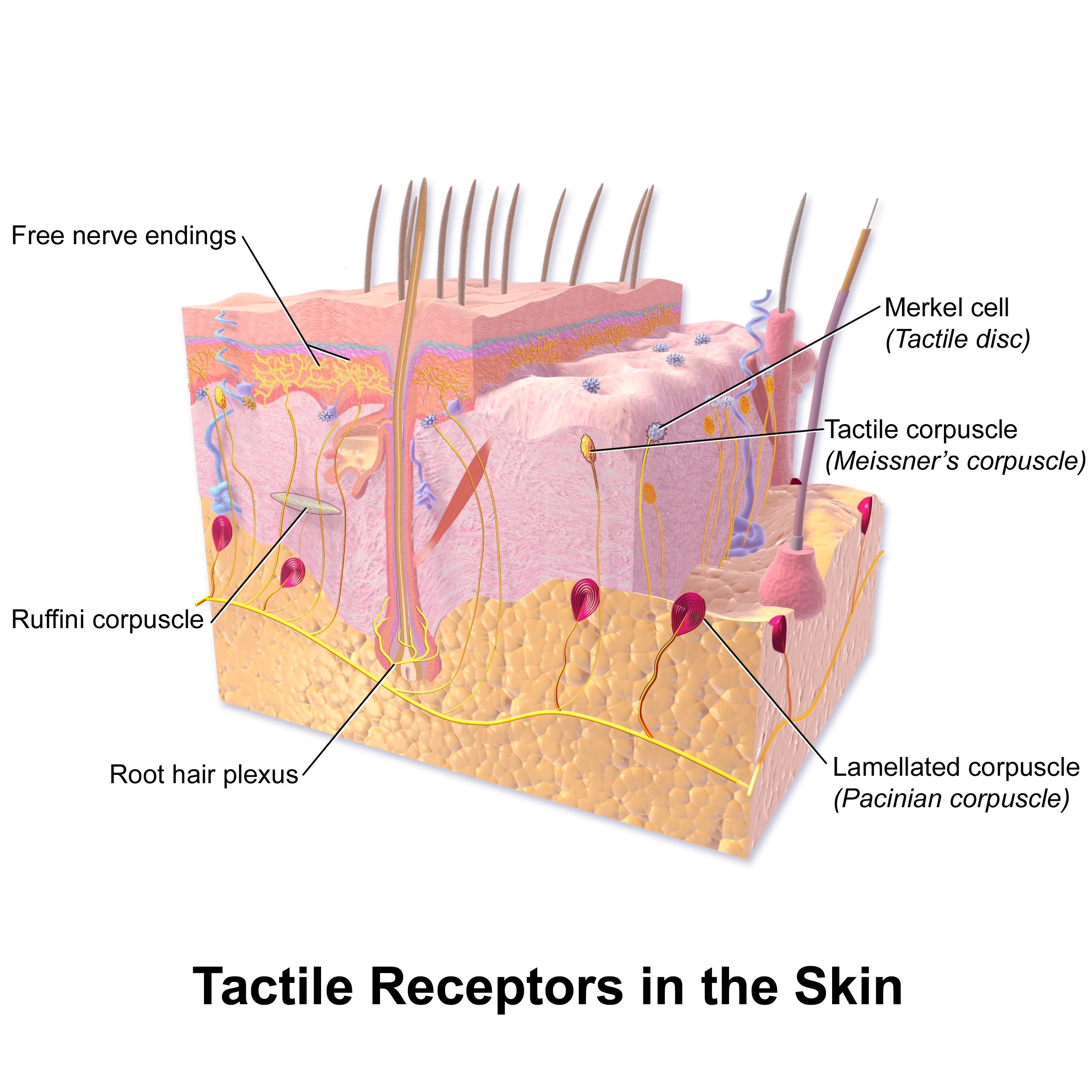
Illustration of Tactile Receptors in the Skin
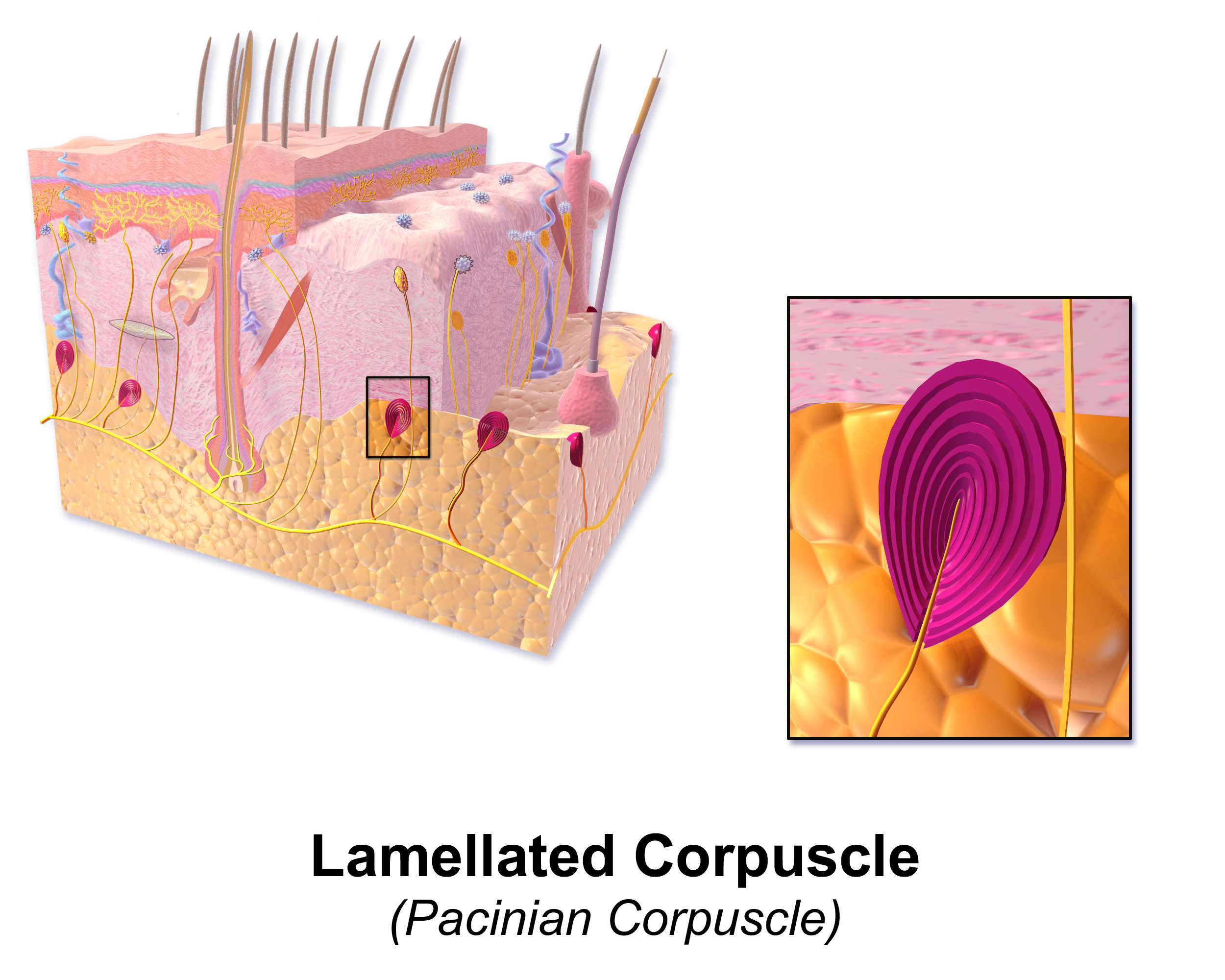
Illustration of Lamellated Corpuscle
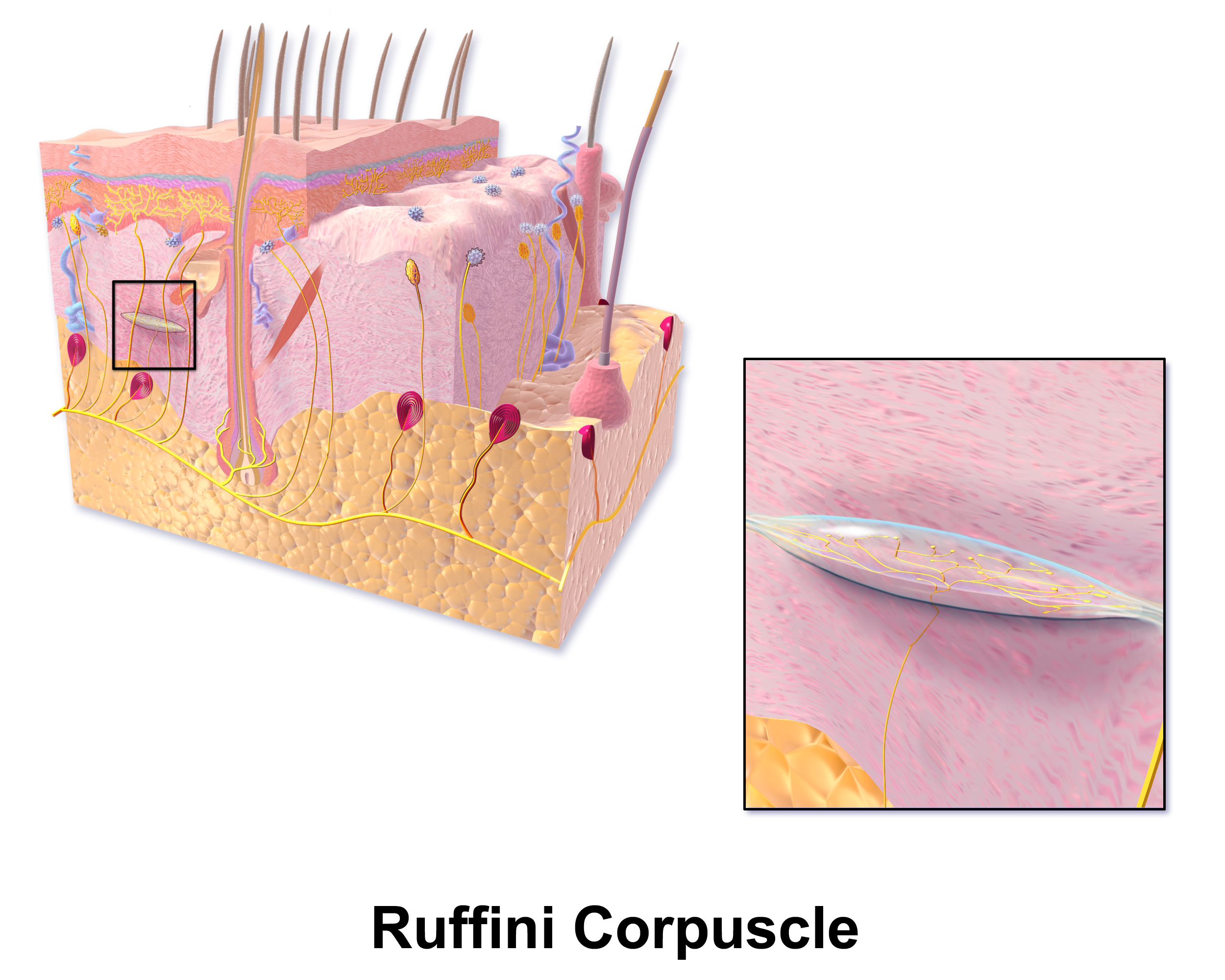
Illustration of Ruffini Corpuscle
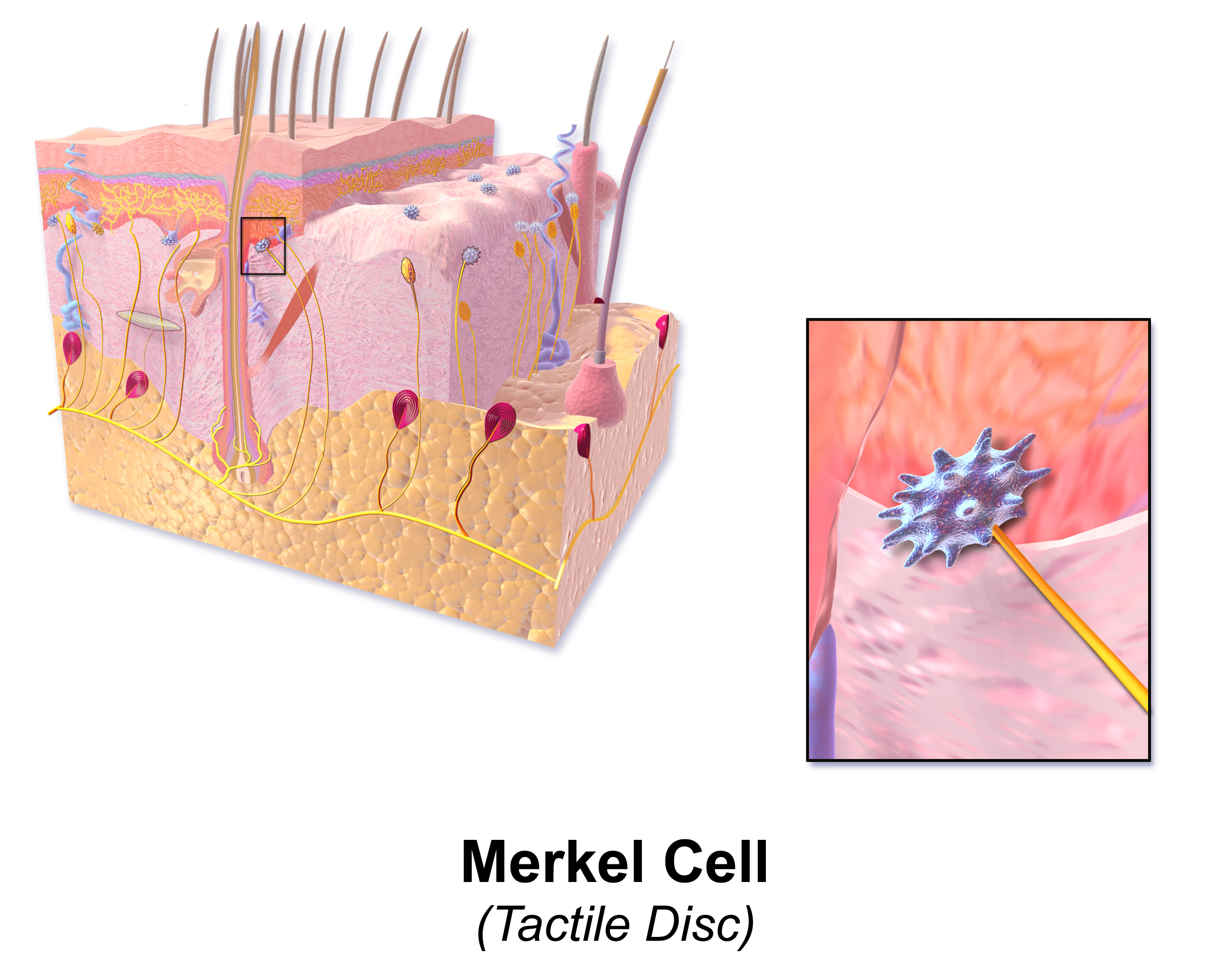
Illustration of Skin Merkel Cell
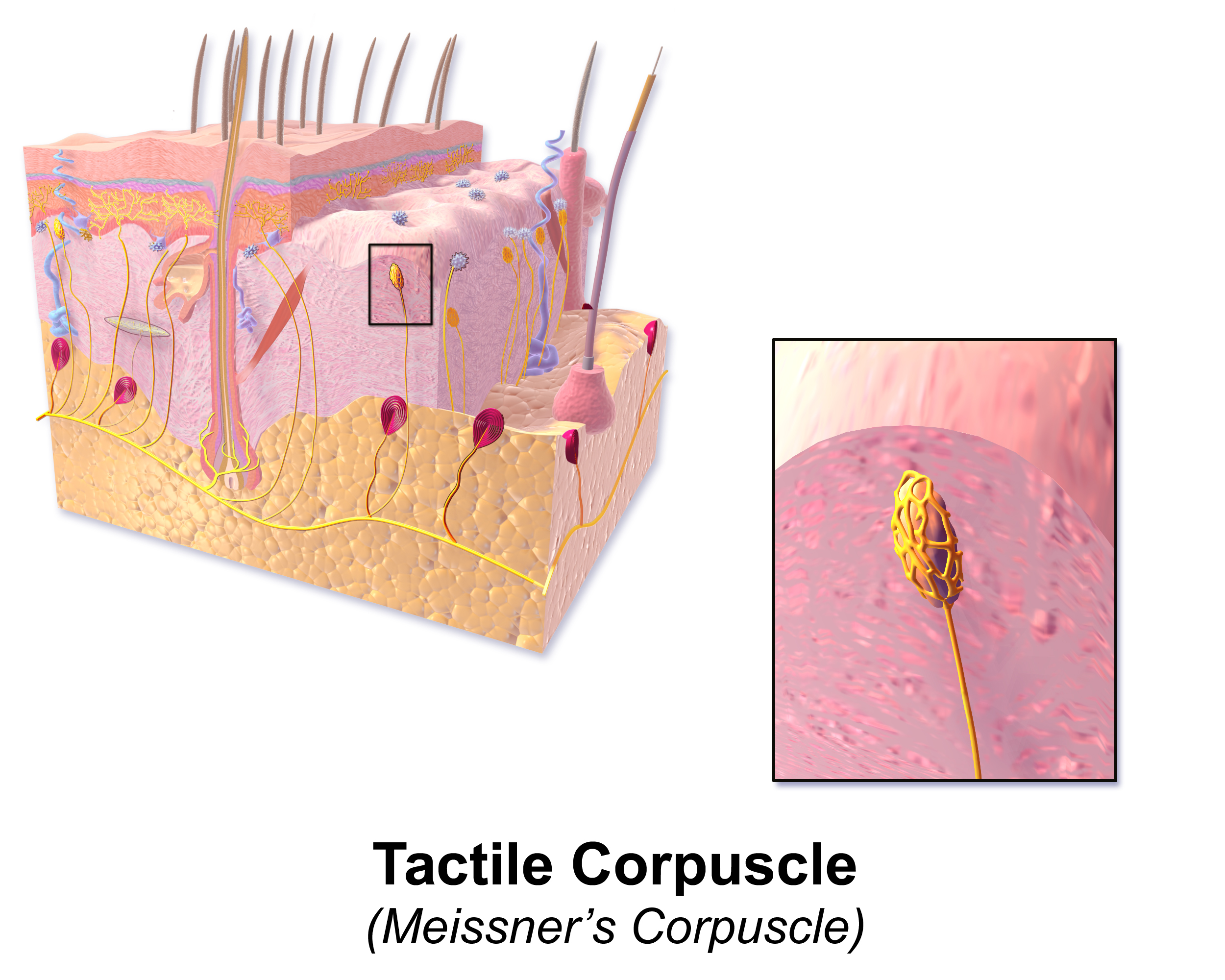
Illustration of Tactile Corpuscle
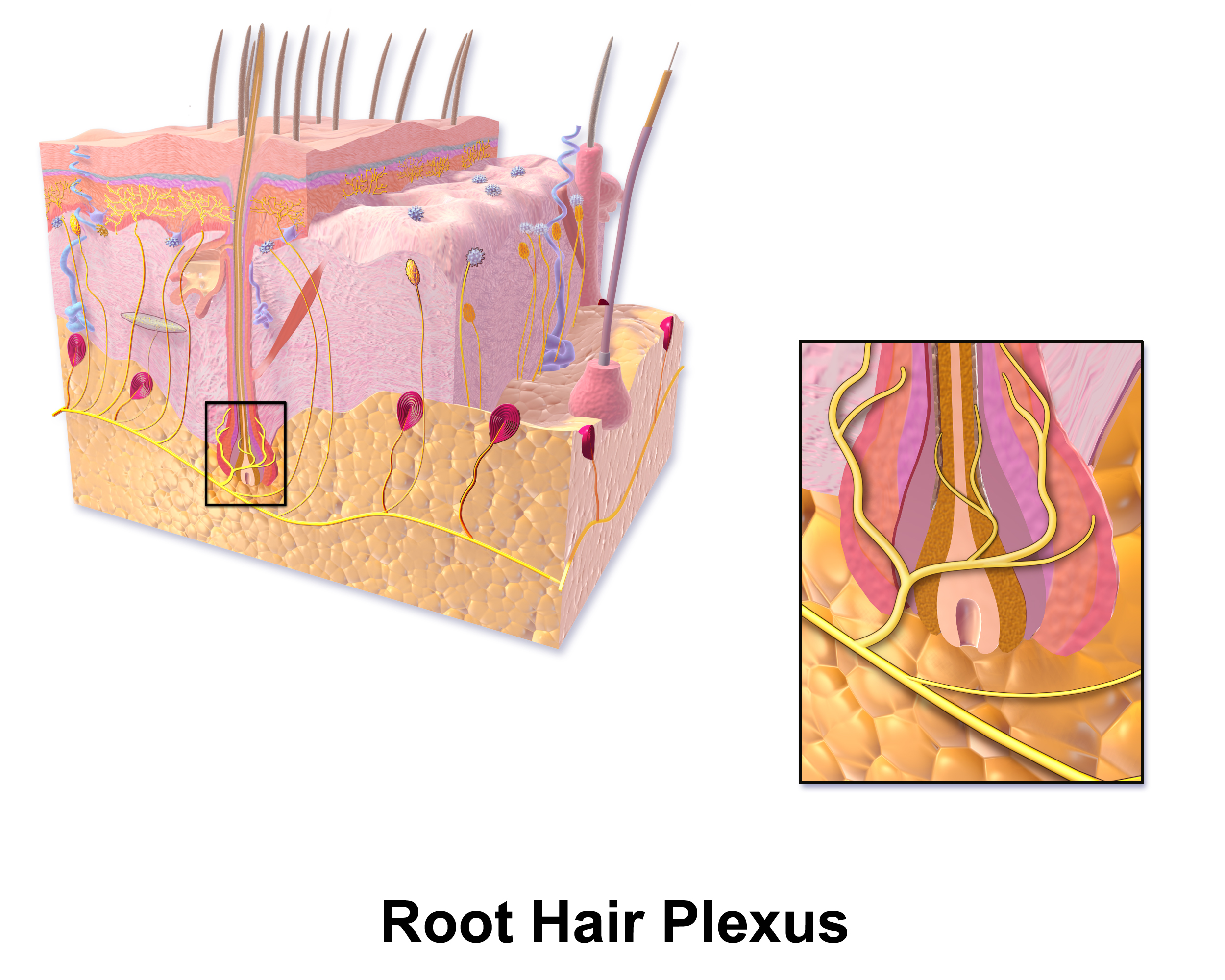
Illustration of Root Hair Plexus
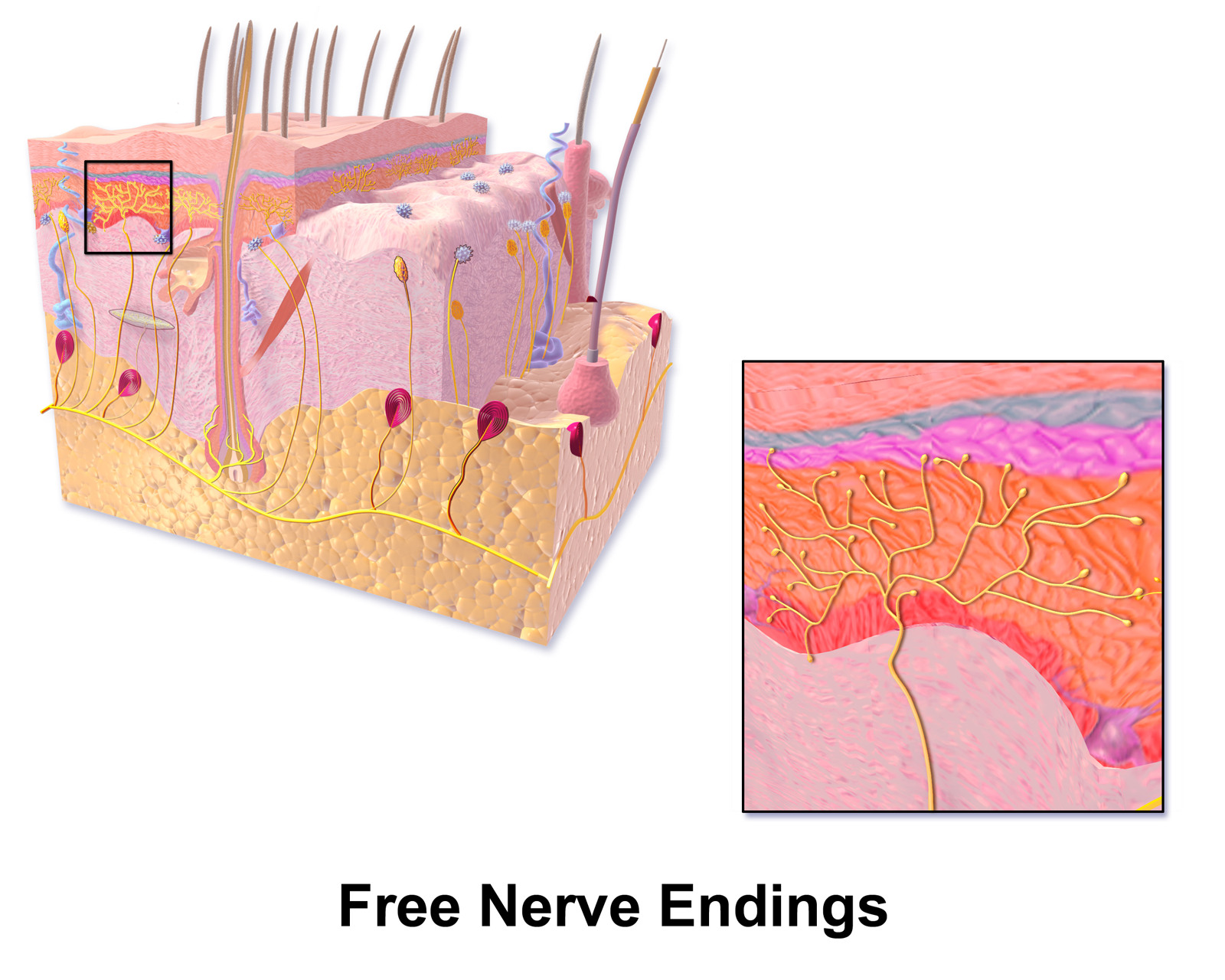
Illustration of Free Nerve Endings